# Хоккей с шайбой на зимних Олимпийских играх 2022 (мужчины)
Мужской хоккейный турнир на зимних Олимпийских играх 2022 года проходил с 9 по 20 февраля в Пекине, Китай.
В соревновании принимали участие 8 лучших команд согласно рейтингу ИИХФ на 2019 год, составленному после чемпионата мира 2019, страна-хозяйка Китай и 3 команды, победившие в своих группах в финальном этапе квалификации.
10 июня 2020 года Национальная хоккейная лига и профсоюз игроков НХЛ заключили новое коллективное соглашение, в которое был включён пункт о возможности участия хоккеистов на Олимпийских играх 2022 и 2026. 3 сентября 2021 года НХЛ и профсоюз игроков достигли соглашения с ИИХФ и МОК об участии хоккеистов в турнире, однако на фоне роста заболеваемости коронавирусом, 22 декабря 2021 года НХЛ воспользовалась пунктом в соглашении и отказалась от участия в играх. 
В связи с решением Спортивного арбитражного суда по делу «ВАДА против РУСАДА», сборная России выступала на играх под названием и флагом Олимпийского комитета России.

## Медалисты
| Золото | Серебро | Бронза |
| Финляндия Миро Аалтонен · Марко Анттила · Ханнес Бьёрнинен · Сами Ватанен · Маркус Гранлунд · Валттери Кемиляйнен · Леонид Комаров · Микко Лехтонен · Петтери Линдбом · Сакари Маннинен · Саку Мяэналанен · Йонас Няттинен · Юхо Олкинуора · Атте Охтамаа · Нико Оямяки · Ииро Пакаринен · Харри Песонен · Вилле Покка · Тони Раяла · Харри Сятери · Франс Туохимаа · Валттери Филппула · Никлас Фриман · Тему Хартикайнен · Юусо Хиетанен | ОКР Сергей Андронов · Вячеслав Войнов · Тимур Билялов · Дмитрий Воронков · Станислав Галиев · Арсений Грицюк · Михаил Григоренко · Никита Гусев · Александр Елесин · Павел Карнаухов · Артур Каюмов · Артём Минулин · Никита Нестеров · Александр Никишин · Сергей Плотников · Александр Самонов · Кирилл Семёнов · Антон Слепышев · Сергей Телегин · Владимир Ткачёв · Иван Федотов · Андрей Чибисов · Дамир Шарипзянов · Вадим Шипачёв · Егор Яковлев | Словакия Мартин Гернат · Адриан Голешинский · Марек Гривик · Либор Гудачек · Марко Данё · Марек Дялога · Петер Зузин · Милош Келемен · Самуэль Княжко · Бранислав Конрад · Михал Криштоф · Мартин Маринчин · Шимон Немец · Кристиан Поспишил · Павол Регенда · Милош Роман · Мислав Росандич · Патрик Рыбар · Юрай Слафковский · Самуэль Такач · Матей Томек · Петер Цегларик · Михал Чайковский · Петер Черешняк · Томаш Юрчо |

## Квалификация
| Турнир | Дата                        | Место проведения                                                                          | Мест | Команды                                                     |
| --- | --------------------------- | ----------------------------------------------------------------------------------------- | ---- | ----------------------------------------------------------- |
| Страна-хозяйка | 31 июля 2015                | Куала-Лумпур                                                                              | 1    | Китай                                                       |
| Мировой рейтинг ИИХФ 2019 Включает в себя следующие события: Чемпионат мира 2016 Чемпионат мира 2017 Зимние Олимпийские игры 2018 Чемпионат мира 2018 Чемпионат мира 2019 | 31 марта 2016 — 26 мая 2019 | Москва и Санкт-Петербург Кёльн и Париж Пхёнчхан Копенгаген и Хернинг Братислава и Кошице^ | 8    | Канада Россия Швеция Финляндия Чехия США Германия Швейцария |
| Финальная квалификационная группа D | 26 — 29 августа 2021 года   | Братислава                                                                                | 1    | Словакия                                                    |
| Финальная квалификационная группа E | 26 — 29 августа 2021 года   | Рига                                                                                      | 1    | Латвия                                                      |
| Финальная квалификационная группа F | 26 — 29 августа 2021 года   | Норвегия                                                                                  | 1    | Дания                                                       |
| Всего |                             |                                                                                           | 12   |                                                             |

^ - Результаты чемпионата мира 2019 года, который прошёл в Словакии, имеют наибольший вес в рейтинге.

## Арены
| Государственный дворец спорта Пекина Вместимость: 18 000 | Укэсон-арена Вместимость: 9000 |
| -------------------------------------------------------- | ------------------------------ |
| Beijing National Indoor Stadium                          | Cadillac Arena                 |
| Пекин                                                    |                                |

## Судьи
ИИХФ утвердила 15 главных и 12 линейных судей для обслуживания матчей мужского турнира по хоккею с шайбой
| Главные судьи - Андрис Ансонс - Тобиас Бьорк - Эндрю Бруггеман - Майкл Кэмпбелл - Мартин Франо - Роман Гофман - Оливье Гуэн - Микко Каукокари - Микаэль Норд - Евгений Ромасько - Андре Шрадер - Максим Сидоренко - Михаэль Черриг - Кристиан Викман - Стивен Рено | Линейные судьи - Уильям Хэнкок - Даниэль Гынек - Глеб Лазарев - Людвиг Лундгрен - Андреас Мальмквист - Дастин Маккранк - Лаури Никулайнен - Дэвид Обвегезер - Брайан Оливер - Иржи Ондрачек - Никита Шалагин - Дмитрий Шишло |  |

## Предварительный раунд
12 команд распределены на 3 группы по 4 команды, в зависимости от рейтинга. Сборная Китая автоматически отобралась на турнир как хозяйка турнира.
|  | Команды, выходящие в четвертьфинал                              |
|  | Команды, выходящие в квалификацию плей-офф                      |
|  | Команда, вышедшая в четвертьфинал по дополнительным показателям |

### Группа A
| М | Сборная  | И | В | ВО | ПО | П | ШЗ | ШП | РШ  | О |
| - | -------- | - | - | -- | -- | - | -- | -- | --- | - |
| 1 | США      | 3 | 3 | 0  | 0  | 0 | 15 | 4  | 11  | 9 |
| 2 | Канада   | 3 | 2 | 0  | 0  | 1 | 12 | 5  | 7   | 6 |
| 3 | Германия | 3 | 1 | 0  | 0  | 2 | 6  | 10 | -4  | 3 |
| 4 | Китай    | 3 | 0 | 0  | 0  | 3 | 2  | 16 | -14 | 0 |

| 10 февраля 2022 21:10 | США | 8:0 (1:0, 3:0, 4:0) | Китай | Государственный дворец спорта Пекина Зрителей: 947 |

| Отчёт | Отчёт                                           | Отчёт   | Отчёт                      | Отчёт                                                                                |
| --- | ----------------------------------------------- | ------- | -------------------------- | ------------------------------------------------------------------------------------ |
| |                                                 |         |                            |                                                                                      |
| | Дрю Коммессо — 00:00-60:00                      | Вратари | 00:00-60:00 — Джереми Смит | Судьи: Микко Каукокари Михаэль Черриг Линейные судьи: Лаури Никулайнен Дмитрий Шишло |
| | Голы:                                           |         |                            | Судьи: Микко Каукокари Михаэль Черриг Линейные судьи: Лаури Никулайнен Дмитрий Шишло |
| Брендан Бриссон (бол.) — 10:38 (М. Найз) Ноа Кейтс — 25:32 (Ш. Фаррелл, Б. Майерс) Брайан О’Нил — 31:13 (Э. Миле, Б. Фейбер) Шон Фаррелл — 38:07 (Н. Абруццезе) Шон Фаррелл — 41:06 (С. Кэмпфер, Б. Майерс) Бен Майерс — 50:19 (Ш. Фаррелл) Мэттью Бенирс — 52:00 (Н. Абруццезе, Б. Купер) Шон Фаррелл (бол.) — 58:27 (Дж. Абделькадер, Д. Хеллесон) | 1 : 0 2 : 0 3 : 0 4 : 0 5 : 0 6 : 0 7 : 0 8 : 0 |         |                            | Судьи: Микко Каукокари Михаэль Черриг Линейные судьи: Лаури Никулайнен Дмитрий Шишло |
| |                                                 |         |                            | Судьи: Микко Каукокари Михаэль Черриг Линейные судьи: Лаури Никулайнен Дмитрий Шишло |
| |                                                 |         |                            | Судьи: Микко Каукокари Михаэль Черриг Линейные судьи: Лаури Никулайнен Дмитрий Шишло |
| |                                                 |         |                            | Судьи: Микко Каукокари Михаэль Черриг Линейные судьи: Лаури Никулайнен Дмитрий Шишло |
| 10 мин | Штраф                                           | 10 мин  |                            | Судьи: Микко Каукокари Михаэль Черриг Линейные судьи: Лаури Никулайнен Дмитрий Шишло |
| |                                                 |         |                            |                                                                                      |
| | 55                                              | Броски  | 29                         |                                                                                      |

| 10 февраля 2022 21:10 | Канада | 5:1 (3:0, 1:1, 1:0) | Германия | Укэсон-арена Зрителей: 685 |

| Отчёт | Отчёт                               | Отчёт                              | Отчёт                            | Отчёт                                                                          |
| --- | ----------------------------------- | ---------------------------------- | -------------------------------- | ------------------------------------------------------------------------------ |
| |                                     |                                    |                                  |                                                                                |
| | Эдди Паскуале — 00:00-60:00         | Вратари                            | 00:00-60:00 — Матиас Нидербергер | Судьи: Тобиас Бьорк Эндрю Бруггеман Линейные судьи: Даниэль Гынек Глеб Лазарев |
| | Голы:                               |                                    |                                  | Судьи: Тобиас Бьорк Эндрю Бруггеман Линейные судьи: Даниэль Гынек Глеб Лазарев |
| Алекс Грант — 04:43 (К. Джонсон, Б. Стрит) Бен Стрит — 09:47 (Э. О’Делл, К. Джонсон) Даниель Уинник — 10:19 (А. Крэкнелл, Д. Деарне) Максим Норо (бол.) — 32:58 (Э. О’Делл, Э. Стаал) Джордан Уил — 51:22 (А. Тамбеллини, К. Найт) | 1 : 0 2 : 0 3 : 0 3 : 1 4 : 1 5 : 1 | 30:45 — Тобиас Ридер (Л. Пфёдерль) |                                  | Судьи: Тобиас Бьорк Эндрю Бруггеман Линейные судьи: Даниэль Гынек Глеб Лазарев |
| |                                     |                                    |                                  | Судьи: Тобиас Бьорк Эндрю Бруггеман Линейные судьи: Даниэль Гынек Глеб Лазарев |
| |                                     |                                    |                                  | Судьи: Тобиас Бьорк Эндрю Бруггеман Линейные судьи: Даниэль Гынек Глеб Лазарев |
| |                                     |                                    |                                  | Судьи: Тобиас Бьорк Эндрю Бруггеман Линейные судьи: Даниэль Гынек Глеб Лазарев |
| 8 мин | Штраф                               | 4 мин                              |                                  | Судьи: Тобиас Бьорк Эндрю Бруггеман Линейные судьи: Даниэль Гынек Глеб Лазарев |
| |                                     |                                    |                                  |                                                                                |
| | 27                                  | Броски                             | 24                               |                                                                                |

| 12 февраля 2022 12:10 | Канада | 2:4 (1:2, 1:1, 0:1) | США | Государственный дворец спорта Пекина Зрителей: 948 |

| Отчёт                                                                               | Отчёт                             | Отчёт | Отчёт                     | Отчёт                                                                           |
| ----------------------------------------------------------------------------------- | --------------------------------- | --- | ------------------------- | ------------------------------------------------------------------------------- |
|                                                                                     |                                   | |                           |                                                                                 |
|                                                                                     | Эдди Паскуале — 00:00-57:34       | Вратари | 00:00-60:00 — Штраус Манн | Судьи: Андрис Ансонс Тобиас Бьорк Линейные судьи: Даниэль Гынек Дастин Маккранк |
|                                                                                     | Голы:                             | |                           | Судьи: Андрис Ансонс Тобиас Бьорк Линейные судьи: Даниэль Гынек Дастин Маккранк |
| Мэт Робинсон — 01:24 (Дж. Хо-Сэнг, Э. Стаал) Корбэн Найт (мен.) — 34:13 (Д. Уинник) | 1 : 0 1 : 1 : 2 1 : 3 2 : 3 2 : 4 | 02:34 — Энди Миле (Б. О’Нил, С. Кэмпфер) 18:44 — Бен Майерс (Ш. Фаррелл, Дж. Сандерсон) 22:37 — Брендан Бриссон (Н. Шор) 46:13 — Кенни Агостино (Э. Миле) |                           | Судьи: Андрис Ансонс Тобиас Бьорк Линейные судьи: Даниэль Гынек Дастин Маккранк |
|                                                                                     |                                   | |                           | Судьи: Андрис Ансонс Тобиас Бьорк Линейные судьи: Даниэль Гынек Дастин Маккранк |
|                                                                                     |                                   | |                           | Судьи: Андрис Ансонс Тобиас Бьорк Линейные судьи: Даниэль Гынек Дастин Маккранк |
|                                                                                     |                                   | |                           | Судьи: Андрис Ансонс Тобиас Бьорк Линейные судьи: Даниэль Гынек Дастин Маккранк |
| 4 мин                                                                               | Штраф                             | 6 мин |                           | Судьи: Андрис Ансонс Тобиас Бьорк Линейные судьи: Даниэль Гынек Дастин Маккранк |
|                                                                                     |                                   | |                           |                                                                                 |
|                                                                                     | 37                                | Броски | 27                        |                                                                                 |

| 12 февраля 2022 16:40 | Германия | 3:2 (2:0, 1:1, 0:1) | Китай | Государственный дворец спорта Пекина Зрителей: 804 |

| Отчёт                                                                                                   | Отчёт                            | Отчёт                                                                                 | Отчёт                      | Отчёт                                                                           |
| --- | -------------------------------- | ------------------------------------------------------------------------------------- | -------------------------- | ------------------------------------------------------------------------------- |
| |                                  |                                                                                       |                            |                                                                                 |
| | Матиас Нидербергер — 00:00-60:00 | Вратари                                                                               | 00:00-58:40 — Джереми Смит | Судьи: Стивен Рено Максим Сидоренко Линейные судьи: Брайан Оливер Иржи Ондрачек |
| | Голы:                            |                                                                                       |                            | Судьи: Стивен Рено Максим Сидоренко Линейные судьи: Брайан Оливер Иржи Ондрачек |
| Марсель Брандт — 13:33 Корбиниан Хольцер — 16:24 (Д. Кахун) Доминик Кахун — 24:41 (М. Мюллер, Т. Ридер) | 1 : 0 2 : 0 3 : 0 3 : 1 3 : 2    | 39:14 — Паркер Фу (Д. Челиос, Р. Спроул) 49:00 — Тайлер Вон (бол.) (Б. Ип, Р. Спроул) |                            | Судьи: Стивен Рено Максим Сидоренко Линейные судьи: Брайан Оливер Иржи Ондрачек |
| |                                  |                                                                                       |                            | Судьи: Стивен Рено Максим Сидоренко Линейные судьи: Брайан Оливер Иржи Ондрачек |
| |                                  |                                                                                       |                            | Судьи: Стивен Рено Максим Сидоренко Линейные судьи: Брайан Оливер Иржи Ондрачек |
| |                                  |                                                                                       |                            | Судьи: Стивен Рено Максим Сидоренко Линейные судьи: Брайан Оливер Иржи Ондрачек |
| 10 мин                                                                                                  | Штраф                            | 6 мин                                                                                 |                            | Судьи: Стивен Рено Максим Сидоренко Линейные судьи: Брайан Оливер Иржи Ондрачек |
| |                                  |                                                                                       |                            |                                                                                 |
| | 38                               | Броски                                                                                | 16                         |                                                                                 |

| 13 февраля 2022 21:10 | Китай | 0:5 (0:3, 0:1, 0:1) | Канада | Государственный дворец спорта Пекина Зрителей: 904 |

| Отчёт  | Отчёт                         | Отчёт | Отчёт                      | Отчёт                                                                           |
| ------ | ----------------------------- | --- | -------------------------- | ------------------------------------------------------------------------------- |
|        |                               | |                            |                                                                                 |
|        | Пэрис О’Брайен — 00:00-60:00  | Вратари | 00:00-60:00 — Мэтт Томкинс | Судьи: Андрис Ансонс Эндрю Бруггеман Линейные судьи: Даниэль Гынек Глеб Лазарев |
|        | Голы:                         | |                            | Судьи: Андрис Ансонс Эндрю Бруггеман Линейные судьи: Даниэль Гынек Глеб Лазарев |
|        | 0 : 1 0 : 2 0 : 3 0 : 4 0 : 5 | 02:09 — Бен Стрит (К. Джонсон, Э. О’Делл) 06:44 — Адам Тамбеллини (А. Грант, Т. Уозерспун) 10:06 — Эрик О’Делл (Дж. Хо-Сэнг, Т. Уозерспун) 38:03 — Кент Джонсон (Дж. Демерс, Дж. Уил) 46:23 — Корбэн Найт (бол.) (О. Пауэр, Дж. Хо-Сэнг) |                            | Судьи: Андрис Ансонс Эндрю Бруггеман Линейные судьи: Даниэль Гынек Глеб Лазарев |
|        |                               | |                            | Судьи: Андрис Ансонс Эндрю Бруггеман Линейные судьи: Даниэль Гынек Глеб Лазарев |
|        |                               | |                            | Судьи: Андрис Ансонс Эндрю Бруггеман Линейные судьи: Даниэль Гынек Глеб Лазарев |
|        |                               | |                            | Судьи: Андрис Ансонс Эндрю Бруггеман Линейные судьи: Даниэль Гынек Глеб Лазарев |
| 10 мин | Штраф                         | 10 мин |                            | Судьи: Андрис Ансонс Эндрю Бруггеман Линейные судьи: Даниэль Гынек Глеб Лазарев |
|        |                               | |                            |                                                                                 |
|        | 26                            | Броски | 44                         |                                                                                 |

| 13 февраля 2022 21:10 | США | 3:2 (1:1, 1:0, 1:1) | Германия | Укэсон-арена Зрителей: 708 |

| Отчёт | Отчёт                       | Отчёт                                                                                           | Отчёт                              | Отчёт                                                                                  |
| --- | --------------------------- | ----------------------------------------------------------------------------------------------- | ---------------------------------- | -------------------------------------------------------------------------------------- |
| |                             |                                                                                                 |                                    |                                                                                        |
| | Дрю Коммессо — 00:00-60:00  | Вратари                                                                                         | 00:00-58:11 — Данни Аус ден Биркен | Судьи: Евгений Ромасько Максим Сидоренко Линейные судьи: Дэвид Обвегезер Иржи Ондрачек |
| | Голы:                       |                                                                                                 |                                    | Судьи: Евгений Ромасько Максим Сидоренко Линейные судьи: Дэвид Обвегезер Иржи Ондрачек |
| Стивен Кэмпфер (бол.) — 04:26 (Э. Миле, Б. О’Нил) Мэттью Найз — 24:50 (Н. Абруццезе, А. Несс) Натан Смит — 42:47 | 0 : 1 : 1 2 : 1 3 : 1 3 : 2 | 02:00 — Патрик Хагер (бол.) (М. Плахта, Д. Кахун) 57:31 — Том Кюнхакль (Л. Бергманн, Й. Мюллер) |                                    | Судьи: Евгений Ромасько Максим Сидоренко Линейные судьи: Дэвид Обвегезер Иржи Ондрачек |
| |                             |                                                                                                 |                                    | Судьи: Евгений Ромасько Максим Сидоренко Линейные судьи: Дэвид Обвегезер Иржи Ондрачек |
| |                             |                                                                                                 |                                    | Судьи: Евгений Ромасько Максим Сидоренко Линейные судьи: Дэвид Обвегезер Иржи Ондрачек |
| |                             |                                                                                                 |                                    | Судьи: Евгений Ромасько Максим Сидоренко Линейные судьи: Дэвид Обвегезер Иржи Ондрачек |
| 12 мин | Штраф                       | 10 мин                                                                                          |                                    | Судьи: Евгений Ромасько Максим Сидоренко Линейные судьи: Дэвид Обвегезер Иржи Ондрачек |
| |                             |                                                                                                 |                                    |                                                                                        |
| | 32                          | Броски                                                                                          | 26                                 |                                                                                        |

### Группа B
| М | Сборная   | И | В | ВО | ПО | П | ШЗ | ШП | РШ | О |
| - | --------- | - | - | -- | -- | - | -- | -- | -- | - |
| 1 | ОКР       | 3 | 2 | 0  | 1  | 0 | 8  | 6  | 2  | 7 |
| 2 | Дания     | 3 | 2 | 0  | 0  | 1 | 7  | 6  | 1  | 6 |
| 3 | Чехия     | 3 | 0 | 2  | 0  | 1 | 9  | 8  | 1  | 4 |
| 4 | Швейцария | 3 | 0 | 0  | 1  | 2 | 4  | 8  | -4 | 1 |

| 9 февраля 2022 16:40 | ОКР | 1:0 (1:0, 0:0, 0:0) | Швейцария | Государственный дворец спорта Пекина Зрителей: 934 |

| Отчёт                               | Отчёт                      | Отчёт   | Отчёт                    | Отчёт                                                                            |
| ----------------------------------- | -------------------------- | ------- | ------------------------ | -------------------------------------------------------------------------------- |
|                                     |                            |         |                          |                                                                                  |
|                                     | Иван Федотов — 00:00-60:00 | Вратари | 00:00-59:27 — Рето Берра | Судьи: Андре Шрадер Максим Сидоренко Линейные судьи: Брайан Оливер Иржи Ондрачек |
|                                     | Голы:                      |         |                          | Судьи: Андре Шрадер Максим Сидоренко Линейные судьи: Брайан Оливер Иржи Ондрачек |
| Антон Слепышев — 19:57 (К. Семёнов) | 1 : 0                      |         |                          | Судьи: Андре Шрадер Максим Сидоренко Линейные судьи: Брайан Оливер Иржи Ондрачек |
|                                     |                            |         |                          | Судьи: Андре Шрадер Максим Сидоренко Линейные судьи: Брайан Оливер Иржи Ондрачек |
|                                     |                            |         |                          | Судьи: Андре Шрадер Максим Сидоренко Линейные судьи: Брайан Оливер Иржи Ондрачек |
|                                     |                            |         |                          | Судьи: Андре Шрадер Максим Сидоренко Линейные судьи: Брайан Оливер Иржи Ондрачек |
| 12 мин                              | Штраф                      | 10 мин  |                          | Судьи: Андре Шрадер Максим Сидоренко Линейные судьи: Брайан Оливер Иржи Ондрачек |
|                                     |                            |         |                          |                                                                                  |
|                                     | 30                         | Броски  | 33                       |                                                                                  |

| 9 февраля 2022 21:10 | Чехия | 1:2 (0:2, 1:0, 0:0) | Дания | Государственный дворец спорта Пекина Зрителей: 891 |

| Отчёт                              | Отчёт                      | Отчёт                                                 | Отчёт                       | Отчёт                                                                              |
| ---------------------------------- | -------------------------- | ----------------------------------------------------- | --------------------------- | ---------------------------------------------------------------------------------- |
|                                    |                            |                                                       |                             |                                                                                    |
|                                    | Шимон Грубец — 00:00-58:52 | Вратари                                               | 00:00-60:00 — Себастьян Дам | Судьи: Оливье Гуэн Михаэль Черриг Линейные судьи: Людвиг Лундгрен Лаури Никулайнен |
|                                    | Голы:                      |                                                       |                             | Судьи: Оливье Гуэн Михаэль Черриг Линейные судьи: Людвиг Лундгрен Лаури Никулайнен |
| Роман Червенка — 23:45 (Я. Коварж) | 0 : 1 0 : 2 1 : 2          | 11:21 — Маркус Лауридсен 17:23 — Франс Нильсен (бул.) |                             | Судьи: Оливье Гуэн Михаэль Черриг Линейные судьи: Людвиг Лундгрен Лаури Никулайнен |
|                                    |                            |                                                       |                             | Судьи: Оливье Гуэн Михаэль Черриг Линейные судьи: Людвиг Лундгрен Лаури Никулайнен |
|                                    |                            |                                                       |                             | Судьи: Оливье Гуэн Михаэль Черриг Линейные судьи: Людвиг Лундгрен Лаури Никулайнен |
|                                    |                            |                                                       |                             | Судьи: Оливье Гуэн Михаэль Черриг Линейные судьи: Людвиг Лундгрен Лаури Никулайнен |
| 2 мин                              | Штраф                      | 6 мин                                                 |                             | Судьи: Оливье Гуэн Михаэль Черриг Линейные судьи: Людвиг Лундгрен Лаури Никулайнен |
|                                    |                            |                                                       |                             |                                                                                    |
|                                    | 40                         | Броски                                                | 17                          |                                                                                    |

| 11 февраля 2022 12:10 | Дания | 0:2 (0:0, 0:1, 0:1) | ОКР | Государственный дворец спорта Пекина Зрителей: 907 |

| Отчёт  | Отчёт                                    | Отчёт                                                                            | Отчёт                      | Отчёт                                                                               |
| ------ | ---------------------------------------- | -------------------------------------------------------------------------------- | -------------------------- | ----------------------------------------------------------------------------------- |
|        |                                          |                                                                                  |                            |                                                                                     |
|        | Фредерик Дихов — 00:00-58:08 59:54-60:00 | Вратари                                                                          | 00:00-60:00 — Иван Федотов | Судьи: Майкл Кэмпбелл Мартин Франо Линейные судьи: Уильям Хэнкок Андреас Мальмквист |
|        | Голы:                                    |                                                                                  |                            | Судьи: Майкл Кэмпбелл Мартин Франо Линейные судьи: Уильям Хэнкок Андреас Мальмквист |
|        | 0 : 1 0 : 2                              | 28:18 — Павел Карнаухов (А. Слепышев, Д. Воронков) 59:54 — Кирилл Семёнов (п.в.) |                            | Судьи: Майкл Кэмпбелл Мартин Франо Линейные судьи: Уильям Хэнкок Андреас Мальмквист |
|        |                                          |                                                                                  |                            | Судьи: Майкл Кэмпбелл Мартин Франо Линейные судьи: Уильям Хэнкок Андреас Мальмквист |
|        |                                          |                                                                                  |                            | Судьи: Майкл Кэмпбелл Мартин Франо Линейные судьи: Уильям Хэнкок Андреас Мальмквист |
|        |                                          |                                                                                  |                            | Судьи: Майкл Кэмпбелл Мартин Франо Линейные судьи: Уильям Хэнкок Андреас Мальмквист |
| 10 мин | Штраф                                    | 2 мин                                                                            |                            | Судьи: Майкл Кэмпбелл Мартин Франо Линейные судьи: Уильям Хэнкок Андреас Мальмквист |
|        |                                          |                                                                                  |                            |                                                                                     |
|        | 16                                       | Броски                                                                           | 33                         |                                                                                     |

| 11 февраля 2022 16:40 | Чехия | 2:1 (Б) (1:1, 0:0, 0:0, 0:0, 1:0) | Швейцария | Государственный дворец спорта Пекина Зрителей: 845 |

| Отчёт                                                                       | Отчёт                      | Отчёт                                      | Отчёт                          | Отчёт                                                                             |
| --------------------------------------------------------------------------- | -------------------------- | ------------------------------------------ | ------------------------------ | --------------------------------------------------------------------------------- |
|                                                                             |                            |                                            |                                |                                                                                   |
|                                                                             | Шимон Грубец — 00:00-65:00 | Вратари                                    | 00:00-65:00 — Леонардо Дженони | Судьи: Андрис Ансонс Эндрю Бруггеман Линейные судьи: Глеб Лазарев Дастин Маккранк |
|                                                                             | Голы:                      |                                            |                                | Судьи: Андрис Ансонс Эндрю Бруггеман Линейные судьи: Глеб Лазарев Дастин Маккранк |
| Иржи Смейкал — 04:33 (Л. Клок, Г. Зогорна) Давид Крейчи (поб. бул.) — 65:00 | 1 : 0 1 : 1 2 : 1          | 08:34 — Гаэтан Хаас (бол.) (С. Андригетто) |                                | Судьи: Андрис Ансонс Эндрю Бруггеман Линейные судьи: Глеб Лазарев Дастин Маккранк |
|                                                                             |                            |                                            |                                | Судьи: Андрис Ансонс Эндрю Бруггеман Линейные судьи: Глеб Лазарев Дастин Маккранк |
|                                                                             |                            |                                            |                                | Судьи: Андрис Ансонс Эндрю Бруггеман Линейные судьи: Глеб Лазарев Дастин Маккранк |
|                                                                             |                            |                                            |                                | Судьи: Андрис Ансонс Эндрю Бруггеман Линейные судьи: Глеб Лазарев Дастин Маккранк |
| 10 мин                                                                      | Штраф                      | 4 мин                                      |                                | Судьи: Андрис Ансонс Эндрю Бруггеман Линейные судьи: Глеб Лазарев Дастин Маккранк |
|                                                                             |                            |                                            |                                |                                                                                   |
|                                                                             | 36                         | Броски                                     | 25                             |                                                                                   |

| 12 февраля 2022 21:10 | ОКР | 5:6 (ОТ) (1:1, 1:2, 3:2, 0:1) | Чехия | Государственный дворец спорта Пекина Зрителей: 921 |

| Отчёт | Отчёт                                                         | Отчёт | Отчёт                      | Отчёт                                                                                |
| --- | ------------------------------------------------------------- | --- | -------------------------- | ------------------------------------------------------------------------------------ |
| |                                                               | |                            |                                                                                      |
| | Иван Федотов — 00:00-64:29                                    | Вратари | 00:00-64:29 — Шимон Грубец | Судьи: Микко Каукокари Микаэль Норд Линейные судьи: Лудвиг Лундгрен Лаури Никулайнен |
| | Голы:                                                         | |                            | Судьи: Микко Каукокари Микаэль Норд Линейные судьи: Лудвиг Лундгрен Лаури Никулайнен |
| Владимир Ткачёв — 04:51 (Н. Гусев, Н. Нестеров) Никита Нестеров (бол.) — 32:19 (Н. Гусев, С. Плотников) Кирилл Семёнов — 43:50 (С. Плотников, С. Андронов) Арсений Грицюк — 46:43 (Н. Гусев, В. Ткачёв) Андрей Чибисов — 48:22 (В. Войнов, В. Шипачёв) | 1 : 0 1 : 1 2 : 1 2 : 2 : 3 2 : 4 3 : 4 4 : 4 5 : 4 5 : 5 : 6 | 12:37 — Томаш Кундратек (бол.) (Р. Червенка, М. Странски) 38:41 — Давид Крейчи (бол.) (Р. Червенка, Т. Кундратек) 39:16 — Михаэль Шпачек (бол.) (Л. Шулак, В. Соботка) 43:14 — Лукаш Клок (Т. Зогорна, Г. Зогорна) 48:57 — Томаш Гика (Л. Седлак, Д. Крейчи) 64:29 — Либор Шулак (бол.) (Д. Крейчи) |                            | Судьи: Микко Каукокари Микаэль Норд Линейные судьи: Лудвиг Лундгрен Лаури Никулайнен |
| |                                                               | |                            | Судьи: Микко Каукокари Микаэль Норд Линейные судьи: Лудвиг Лундгрен Лаури Никулайнен |
| |                                                               | |                            | Судьи: Микко Каукокари Микаэль Норд Линейные судьи: Лудвиг Лундгрен Лаури Никулайнен |
| |                                                               | |                            | Судьи: Микко Каукокари Микаэль Норд Линейные судьи: Лудвиг Лундгрен Лаури Никулайнен |
| 33 мин | Штраф                                                         | 10 мин |                            | Судьи: Микко Каукокари Микаэль Норд Линейные судьи: Лудвиг Лундгрен Лаури Никулайнен |
| |                                                               | |                            |                                                                                      |
| | 29                                                            | Броски | 41                         |                                                                                      |

| 12 февраля 2022 21:10 | Швейцария | 3:5 (1:0, 0:3, 2:2) | Дания | Укэсон-арена Зрителей: 620 |

| Отчёт | Отчёт                                            | Отчёт | Отчёт                       | Отчёт                                                                                 |
| --- | ------------------------------------------------ | --- | --------------------------- | ------------------------------------------------------------------------------------- |
| |                                                  | |                             |                                                                                       |
| | Рето Берра — 00:00-56:07 57:37-58:10 59:01-60:00 | Вратари | 00:00-60:00 — Себастьян Дам | Судьи: Роман Гофман Кристиан Викман Линейные судьи: Андреас Мальмквист Никита Шалагин |
| | Голы:                                            | |                             | Судьи: Роман Гофман Кристиан Викман Линейные судьи: Андреас Мальмквист Никита Шалагин |
| Энцо Корви — 15:59 (Я. Вебер, К. Тюркоф) Ромен Лёффель (бол.) — 44:53 (Р. Унтерзандер, Э. Корви) Фабрис Герцог (бол.) — 57:37 (Э. Корви, Р. Унтерзандер) | 1 : 0 1 : 1 : 2 1 : 3 1 : 4 2 : 4 3 : 4 3 : 5    | 20:46 — Петер Регин (бол.) (Ф. Сторм, Н. Йенсен) 21:07 — Фредерик Сторм (Н. Йенсен, П. Рассел) 33:12 — Миккель Бёдкер (П. Рассел, О. Лауридсен) 41:55 — Николай Майер (Н. Йенсен, Ю. Якобсен) 59:01 — Фредерик Сторм (п.в.) (П. Рассел) |                             | Судьи: Роман Гофман Кристиан Викман Линейные судьи: Андреас Мальмквист Никита Шалагин |
| |                                                  | |                             | Судьи: Роман Гофман Кристиан Викман Линейные судьи: Андреас Мальмквист Никита Шалагин |
| |                                                  | |                             | Судьи: Роман Гофман Кристиан Викман Линейные судьи: Андреас Мальмквист Никита Шалагин |
| |                                                  | |                             | Судьи: Роман Гофман Кристиан Викман Линейные судьи: Андреас Мальмквист Никита Шалагин |
| 12 мин | Штраф                                            | 6 мин |                             | Судьи: Роман Гофман Кристиан Викман Линейные судьи: Андреас Мальмквист Никита Шалагин |
| |                                                  | |                             |                                                                                       |
| | 31                                               | Броски | 30                          |                                                                                       |

### Группа C
| М | Сборная   | И | В | ВО | ПО | П | ШЗ | ШП | РШ | О |
| - | --------- | - | - | -- | -- | - | -- | -- | -- | - |
| 1 | Финляндия | 3 | 2 | 1  | 0  | 0 | 13 | 6  | 6  | 8 |
| 2 | Швеция    | 3 | 2 | 0  | 1  | 0 | 10 | 7  | 4  | 7 |
| 3 | Словакия  | 3 | 1 | 0  | 0  | 2 | 8  | 12 | -4 | 3 |
| 4 | Латвия    | 3 | 0 | 0  | 0  | 3 | 5  | 11 | -6 | 0 |

| 10 февраля 2022 12:10 | Швеция | 3:2 (1:0, 2:1, 0:1) | Латвия | Государственный дворец спорта Пекина Зрителей: 873 |

| Отчёт | Отчёт                        | Отчёт | Отчёт                         | Отчёт                                                                            |
| --- | ---------------------------- | --- | ----------------------------- | -------------------------------------------------------------------------------- |
| |                              | |                               |                                                                                  |
| | Ларс Юханссон — 00:00-60:00  | Вратари | 00:00-58:36 — Иварс Пунненовс | Судьи: Мартин Франо Кристиан Викман Линейные судьи: Уильям Хэнкок Никита Шалагин |
| | Голы:                        | |                               | Судьи: Мартин Франо Кристиан Викман Линейные судьи: Уильям Хэнкок Никита Шалагин |
| Лукас Валльмарк — 09:42 (П. Холмберг, Ф. Улофссон) Антон Ландер — 20:30 (М. Бруме, К. Клингберг) Лукас Валльмарк (бол.) — 33:39 (Х. Тёммернес, Ю. Пудас) | 1 : 0 2 : 0 3 : 0 3 :1 3 : 2 | 36:07 — Ренарс Крастенбергс (бол.) (У. Балинскис, Л. Дарзиньш) 46:48 — Николай Елесеев (бол.) (Л. Дарзиньш, У. Балинскис) |                               | Судьи: Мартин Франо Кристиан Викман Линейные судьи: Уильям Хэнкок Никита Шалагин |
| |                              | |                               | Судьи: Мартин Франо Кристиан Викман Линейные судьи: Уильям Хэнкок Никита Шалагин |
| |                              | |                               | Судьи: Мартин Франо Кристиан Викман Линейные судьи: Уильям Хэнкок Никита Шалагин |
| |                              | |                               | Судьи: Мартин Франо Кристиан Викман Линейные судьи: Уильям Хэнкок Никита Шалагин |
| 8 мин | Штраф                        | 10 мин |                               | Судьи: Мартин Франо Кристиан Викман Линейные судьи: Уильям Хэнкок Никита Шалагин |
| |                              | |                               |                                                                                  |
| | 26                           | Броски | 17                            |                                                                                  |

| 10 февраля 2022 16:40 | Финляндия | 6:2 (3:1, 1:1,2:0) | Словакия | Государственный дворец спорта Пекина Зрителей: 929 |

| Отчёт | Отчёт                                         | Отчёт                                                                                  | Отчёт                          | Отчёт                                                                             |
| --- | --------------------------------------------- | -------------------------------------------------------------------------------------- | ------------------------------ | --------------------------------------------------------------------------------- |
| |                                               |                                                                                        |                                |                                                                                   |
| | Харри Сятери — 00:00-60:00                    | Вратари                                                                                | 00:00-60:00 — Бранислав Конрад | Судьи: Стивен Рено Евгений Ромасько Линейные судьи: Дэвид Обвегезер Брайан Оливер |
| | Голы:                                         |                                                                                        |                                | Судьи: Стивен Рено Евгений Ромасько Линейные судьи: Дэвид Обвегезер Брайан Оливер |
| Сакари Маннанен — 10:17 (Т. Хартикайнен, В. Покка) Харри Песонен (бол.) — 14:22 (М. Аалтонен, В. Филппула) Миро Аалтонен — 18:20 (Й. Няттинен) Сакари Маннанен — 29:28 (М. Гранлунд, М. Лехтонен) Сакари Маннанен — 40:16 (Т. Хартикайнен) Миро Аалтонен (бол.) — 54:57 (Н. Оямяки, С. Ватанен) | 0 : 1 : 1 2 : 1 3 : 1 4 : 1 4 : 2 5 : 2 6 : 2 | 05:33 — Юрай Слафковский (М. Роман) 31:49 — Юрай Слафковский (П. Цегларик, П. Регенда) |                                | Судьи: Стивен Рено Евгений Ромасько Линейные судьи: Дэвид Обвегезер Брайан Оливер |
| |                                               |                                                                                        |                                | Судьи: Стивен Рено Евгений Ромасько Линейные судьи: Дэвид Обвегезер Брайан Оливер |
| |                                               |                                                                                        |                                | Судьи: Стивен Рено Евгений Ромасько Линейные судьи: Дэвид Обвегезер Брайан Оливер |
| |                                               |                                                                                        |                                | Судьи: Стивен Рено Евгений Ромасько Линейные судьи: Дэвид Обвегезер Брайан Оливер |
| 10 мин | Штраф                                         | 6 мин                                                                                  |                                | Судьи: Стивен Рено Евгений Ромасько Линейные судьи: Дэвид Обвегезер Брайан Оливер |
| |                                               |                                                                                        |                                |                                                                                   |
| | 30                                            | Броски                                                                                 | 33                             |                                                                                   |

| 11 февраля 2022 16:40 | Швеция | 4:1 (3:0, 0:0, 1:1) | Словакия | Укэсон-арена Зрителей: 653 |

| Отчёт | Отчёт                          | Отчёт                               | Отчёт                                                | Отчёт                                                                              |
| --- | ------------------------------ | ----------------------------------- | ---------------------------------------------------- | ---------------------------------------------------------------------------------- |
| |                                |                                     |                                                      |                                                                                    |
| | Магнус Хелльберг — 00:00-60:00 | Вратари                             | 00:00-20:00 — Матей Томек 20:00-58:55 — Патрик Рыбар | Судьи: Евгений Ромасько Андре Шрадер Линейные судьи: Дэвид Обвегезер Брайан Оливер |
| | Голы:                          |                                     |                                                      | Судьи: Евгений Ромасько Андре Шрадер Линейные судьи: Дэвид Обвегезер Брайан Оливер |
| Юаким Нордстрём — 11:22 (Л. Бенгтссон, М. Фриберг) Лукас Валльмарк (бол.) — 18:10 (Ю. Пудас, Х. Томмернес) Макс Фриберг — 19:55 (Ф. Хольм, Ю. Нордстрём) Карл Клингберг (п.в.) — 57:44 (А. Ландер, М. Бруме) | 1 : 0 2 : 0 3 : 0 4 : 0 4 : 1  | 58:18 — Юрай Слафковский (Ш. Немец) |                                                      | Судьи: Евгений Ромасько Андре Шрадер Линейные судьи: Дэвид Обвегезер Брайан Оливер |
| |                                |                                     |                                                      | Судьи: Евгений Ромасько Андре Шрадер Линейные судьи: Дэвид Обвегезер Брайан Оливер |
| |                                |                                     |                                                      | Судьи: Евгений Ромасько Андре Шрадер Линейные судьи: Дэвид Обвегезер Брайан Оливер |
| |                                |                                     |                                                      | Судьи: Евгений Ромасько Андре Шрадер Линейные судьи: Дэвид Обвегезер Брайан Оливер |
| 12 мин | Штраф                          | 12 мин                              |                                                      | Судьи: Евгений Ромасько Андре Шрадер Линейные судьи: Дэвид Обвегезер Брайан Оливер |
| |                                |                                     |                                                      |                                                                                    |
| | 29                             | Броски                              | 41                                                   |                                                                                    |

| 11 февраля 2022 21:10 | Латвия | 1:3 (0:0, 0:1, 1:2) | Финляндия | Государственный дворец спорта Пекина Зрителей: 904 |

| Отчёт                                                      | Отчёт                       | Отчёт | Отчёт                      | Отчёт                                                                         |
| ---------------------------------------------------------- | --------------------------- | --- | -------------------------- | ----------------------------------------------------------------------------- |
|                                                            |                             | |                            |                                                                               |
|                                                            | Янис Калныньш — 00:00-60:00 | Вратари | 00:00-60:00 — Харри Сятери | Судьи: Оливье Гуэн Микаэль Норд Линейные судьи: Людвиг Лундгрен Дмитрий Шишло |
|                                                            | Голы:                       | |                            | Судьи: Оливье Гуэн Микаэль Норд Линейные судьи: Людвиг Лундгрен Дмитрий Шишло |
| Родриго Аболс (бол.) — 43:01 (Р. Крастенбергс, Д. Смирнов) | 0 : 1 : 1 1 : 2 1 : 3       | 37:59 — Валттери Кемиляйнен (М. Лехтонен, Й. Няттинен) 54:42 — Лео Комаров (Ю. Хиетанен, А. Охтамаа) 58:43 — Марко Анттила (С. Мяэналанен, П. Линдбум) |                            | Судьи: Оливье Гуэн Микаэль Норд Линейные судьи: Людвиг Лундгрен Дмитрий Шишло |
|                                                            |                             | |                            | Судьи: Оливье Гуэн Микаэль Норд Линейные судьи: Людвиг Лундгрен Дмитрий Шишло |
|                                                            |                             | |                            | Судьи: Оливье Гуэн Микаэль Норд Линейные судьи: Людвиг Лундгрен Дмитрий Шишло |
|                                                            |                             | |                            | Судьи: Оливье Гуэн Микаэль Норд Линейные судьи: Людвиг Лундгрен Дмитрий Шишло |
| 6 мин                                                      | Штраф                       | 4 мин |                            | Судьи: Оливье Гуэн Микаэль Норд Линейные судьи: Людвиг Лундгрен Дмитрий Шишло |
|                                                            |                             | |                            |                                                                               |
|                                                            | 20                          | Броски | 38                         |                                                                               |

| 13 февраля 2022 12:10 | Словакия | 5:2 (1:1, 2:0, 2:1) | Латвия | Государственный дворец спорта Пекина Зрителей: 943 |

| Отчёт | Отчёт                                     | Отчёт                                                                                              | Отчёт                                   | Отчёт                                                                         |
| --- | ----------------------------------------- | -------------------------------------------------------------------------------------------------- | --------------------------------------- | ----------------------------------------------------------------------------- |
| |                                           | |                                         |                                                                               |
| | Патрик Рыбар — 00:00-60:00                | Вратари                                                                                            | 00:00-58:21 — Янис Калныньш 59:59-60:00 | Судьи: Оливье Гуэн Микаэль Норд Линейные судьи: Людвиг Лундгрен Дмитрий Шишло |
| | Голы:                                     | |                                         | Судьи: Оливье Гуэн Микаэль Норд Линейные судьи: Людвиг Лундгрен Дмитрий Шишло |
| Мартин Маринчин — 11:00 (Т. Юрчо, Л. Гудачек) Петер Цегларик — 26:17 (М. Гривик, С. Такач) Юрай Слафковский — 31:16 П. Зузин — 49:21 (М. Келемен, П. Черешняк) Томаш Юрчо (п.в.) — 59:59 | 1 : 0 1 : 1 2 : 1 3 : 1 3 : 2 4 : 2 5 : 2 | 15:46 — Роналдс Кениньш (Р. Аболс, Р. Крастенбергс) 42:07 — Микс Индрашис (Г. Мейя, О. Цибульскис) |                                         | Судьи: Оливье Гуэн Микаэль Норд Линейные судьи: Людвиг Лундгрен Дмитрий Шишло |
| |                                           | |                                         | Судьи: Оливье Гуэн Микаэль Норд Линейные судьи: Людвиг Лундгрен Дмитрий Шишло |
| |                                           | |                                         | Судьи: Оливье Гуэн Микаэль Норд Линейные судьи: Людвиг Лундгрен Дмитрий Шишло |
| |                                           | |                                         | Судьи: Оливье Гуэн Микаэль Норд Линейные судьи: Людвиг Лундгрен Дмитрий Шишло |
| 4 мин | Штраф                                     | 2 мин                                                                                              |                                         | Судьи: Оливье Гуэн Микаэль Норд Линейные судьи: Людвиг Лундгрен Дмитрий Шишло |
| |                                           | |                                         |                                                                               |
| | 33                                        | Броски                                                                                             | 20                                      |                                                                               |

| 13 февраля 2022 16:40 | Финляндия | 4:3 (ОТ) (0:0, 0:3, 3:0, 1:0) | Швеция | Государственный дворец спорта Пекина Зрителей: 963 |

| Отчёт | Отчёт                                     | Отчёт | Отчёт                          | Отчёт                                                                           |
| --- | ----------------------------------------- | --- | ------------------------------ | ------------------------------------------------------------------------------- |
| |                                           | |                                |                                                                                 |
| | Юхо Олкинуора — 00:00-62:01               | Вратари | 00:00-62:01 — Магнус Хелльберг | Судьи: Майкл Кэмпбелл Роман Гофман Линейные судьи: Уильям Хэнкок Никита Шалагин |
| | Голы:                                     | |                                | Судьи: Майкл Кэмпбелл Роман Гофман Линейные судьи: Уильям Хэнкок Никита Шалагин |
| Теему Хартикайнен (бол.) — 45:34 (С. Маннинен, С. Ватанен) Ииро Пакаринен (бол.) — 55:30 (Т. Хартикайнен, С. Маннинен) Ииро Пакаринен — 57:11 (М. Лехтонен, Т. Хартикайнен) Харри Песонен — 62:01 | 0 : 1 0 : 2 0 : 3 1 : 3 2 : 3 3 : 3 4 : 3 | 24:24 — Лукас Вальмарк (бол.) (Х. Тёммернес, Ю. Пудас) 28:39 — Лукас Бенгтссон (бол.) (Х. Тёммернес, М. Бруме) 31:36 — Антон Ландер (бол.) (Ю. Пудас, К. Клингберг) |                                | Судьи: Майкл Кэмпбелл Роман Гофман Линейные судьи: Уильям Хэнкок Никита Шалагин |
| |                                           | |                                | Судьи: Майкл Кэмпбелл Роман Гофман Линейные судьи: Уильям Хэнкок Никита Шалагин |
| |                                           | |                                | Судьи: Майкл Кэмпбелл Роман Гофман Линейные судьи: Уильям Хэнкок Никита Шалагин |
| |                                           | |                                | Судьи: Майкл Кэмпбелл Роман Гофман Линейные судьи: Уильям Хэнкок Никита Шалагин |
| 37 мин | Штраф                                     | 8 мин |                                | Судьи: Майкл Кэмпбелл Роман Гофман Линейные судьи: Уильям Хэнкок Никита Шалагин |
| |                                           | |                                |                                                                                 |
| | 27                                        | Броски | 30                             |                                                                                 |

## Плей-офф

### Рейтинг команд перед плей-офф
| М   | Сборная   | Группа | МГ | О | РШ  | ШЗ | Рейтинг |
| --- | --------- | ------ | -- | - | --- | -- | ------- |
| 1D  | США       | А      | 1  | 9 | +11 | 15 | 4       |
| 2D  | Финляндия | С      | 1  | 8 | +7  | 13 | 2       |
| 3D  | ОКР       | B      | 1  | 7 | +2  | 8  | 3       |
| 4D  | Швеция    | С      | 2  | 7 | +3  | 10 | 7       |
| 5D  | Канада    | А      | 2  | 6 | +7  | 12 | 1       |
| 6D  | Дания     | В      | 2  | 6 | +1  | 7  | 12      |
| 7D  | Чехия     | В      | 3  | 4 | +1  | 9  | 6       |
| 8D  | Словакия  | С      | 3  | 3 | -4  | 8  | 9       |
| 9D  | Германия  | А      | 3  | 3 | -4  | 6  | 5       |
| 10D | Швейцария | В      | 4  | 1 | -4  | 4  | 8       |
| 11D | Латвия    | С      | 4  | 0 | -6  | 5  | 10      |
| 12D | Китай     | А      | 4  | 0 | -14 | 2  | 32      |

### Сетка
|  | Квалификация плей-офф | Квалификация плей-офф | Квалификация плей-офф | Квалификация плей-офф | Квалификация плей-офф | Квалификация плей-офф | Квалификация плей-офф | Квалификация плей-офф | Квалификация плей-офф | Квалификация плей-офф |           |   | Четвертьфинал | Четвертьфинал | Четвертьфинал | Четвертьфинал | Четвертьфинал | Четвертьфинал | Четвертьфинал | Четвертьфинал | Четвертьфинал | Четвертьфинал |    |           | Полуфинал (перепосев) | Полуфинал (перепосев) | Полуфинал (перепосев) | Полуфинал (перепосев) | Полуфинал (перепосев) | Полуфинал (перепосев) | Полуфинал (перепосев) | Полуфинал (перепосев) | Полуфинал (перепосев) | Полуфинал (перепосев) |          |           | Финал     | Финал     | Финал     | Финал     | Финал     | Финал     | Финал     | Финал | Финал | Финал |
|  |                       |                       |                       |                       |                       |                       |                       |                       |                       |                       |           |   |               |               |               |               |               |               |               |               |               |               |    |           |                       |                       |                       |                       |                       |                       |                       |                       |                       |                       |          |           |           |           |           |           |           |           |           |       |       |       |
|  |                       |                       |                       |                       |                       |                       |                       |                       |                       |                       |           |   |               |               |               |               |               |               |               |               |               |               |    |           |                       |                       |                       |                       |                       |                       |                       |                       |                       |                       |          |           |           |           |           |           |           |           |           |       |       |       |
|  | 1D                    | США                   | США                   | США                   | США                   | США                   | США                   | США                   | США                   | 2                     |           |   |               |               |               |               |               |               |               |               |               |               |    |           |                       |                       |                       |                       |                       |                       |                       |                       |                       |                       |          |           |           |           |           |           |           |           |           |       |       |       |
|  | 1D                    | США                   | США                   | США                   | США                   | США                   | США                   | США                   | США                   | 2                     |           |   |               |               |               |               |               |               |               |               |               |               |    |           |                       |                       |                       |                       |                       |                       |                       |                       |                       |                       |          |           |           |           |           |           |           |           |           |       |       |       |
|  |                       |                       | 8D                    | Словакия              | Словакия              | Словакия              | Словакия              | Словакия              | Словакия              | Словакия              | Словакия  | 3 |               |               |               |               |               |               |               |               |               |               |    |           |                       |                       |                       |                       |                       |                       |                       |                       |                       |                       |          |           |           |           |           |           |           |           |           |       |       |       |
|  | 8D                    | Словакия              | Словакия              | Словакия              | Словакия              | Словакия              | Словакия              | Словакия              | Словакия              | Словакия              | Словакия  | 3 | 4             |               |               |               |               |               |               |               |               |               |    |           |                       |                       |                       |                       |                       |                       |                       |                       |                       |                       |          |           |           |           |           |           |           |           |           |       |       |       |
|  | 8D                    | Словакия              | Словакия              | Словакия              | Словакия              | Словакия              | Словакия              | Словакия              | Словакия              |                       |           |   | 4             |               |               |               |               |               |               |               |               |               |    |           |                       |                       |                       |                       |                       |                       |                       |                       |                       |                       |          |           |           |           |           |           |           |           |           |       |       |       |
|  | 9D                    | Германия              | Германия              | Германия              | Германия              | Германия              | Германия              | Германия              | Германия              | 0                     |           |   |               |               |               |               |               |               |               |               |               |               |    |           |                       |                       |                       |                       |                       |                       |                       |                       |                       |                       |          |           |           |           |           |           |           |           |           |       |       |       |
|  | 9D                    | Германия              | Германия              | Германия              | Германия              | Германия              | Германия              | Германия              | Германия              | 0                     |           |   |               |               |               |               |               |               |               |               |               |               | 2D | Финляндия | Финляндия             | Финляндия             | Финляндия             | Финляндия             | Финляндия             | Финляндия             | Финляндия             | 2                     |                       |                       |          |           |           |           |           |           |           |           |           |       |       |       |
|  |                       |                       |                       |                       |                       |                       |                       |                       |                       |                       |           |   |               |               |               |               |               |               |               |               |               |               | 2D | Финляндия | Финляндия             | Финляндия             | Финляндия             | Финляндия             | Финляндия             | Финляндия             | Финляндия             | 2                     |                       |                       |          |           |           |           |           |           |           |           |           |       |       |       |
|  |                       |                       | 8D                    | Словакия              | Словакия              | Словакия              | Словакия              | Словакия              | Словакия              | Словакия              | Словакия  | 0 |               |               |               |               |               |               |               |               |               |               |    |           |                       |                       |                       |                       |                       |                       |                       |                       |                       |                       |          |           |           |           |           |           |           |           |           |       |       |       |
|  |                       |                       |                       |                       |                       |                       |                       |                       |                       |                       | Словакия  | 0 |               |               |               |               |               |               |               |               |               |               |    |           |                       |                       |                       |                       |                       |                       |                       |                       |                       |                       |          |           |           |           |           |           |           |           |           |       |       |       |
|  |                       |                       |                       |                       |                       |                       |                       |                       |                       |                       |           |   |               |               |               |               |               |               |               |               |               |               |    |           |                       |                       |                       |                       |                       |                       |                       |                       |                       |                       |          |           |           |           |           |           |           |           |           |       |       |       |
|  |                       |                       |                       |                       |                       |                       |                       |                       |                       |                       |           |   |               |               |               |               |               |               |               |               |               |               |    |           |                       |                       |                       |                       |                       |                       |                       |                       |                       |                       |          |           |           |           |           |           |           |           |           |       |       |       |
|  | 4D                    | Швеция                | Швеция                | Швеция                | Швеция                | Швеция                | Швеция                | Швеция                | Швеция                | 2                     |           |   |               |               |               |               |               |               |               |               |               |               |    |           |                       |                       |                       |                       |                       |                       |                       |                       |                       |                       |          |           |           |           |           |           |           |           |           |       |       |       |
|  | 4D                    | Швеция                | Швеция                | Швеция                | Швеция                | Швеция                | Швеция                | Швеция                | Швеция                | 2                     |           |   |               |               |               |               |               |               |               |               |               |               |    |           |                       |                       |                       |                       |                       |                       |                       |                       |                       |                       |          |           |           |           |           |           |           |           |           |       |       |       |
|  |                       |                       | 5D                    | Канада                | Канада                | Канада                | Канада                | Канада                | Канада                | Канада                | Канада    | 0 |               |               |               |               |               |               |               |               |               |               |    |           |                       |                       |                       |                       |                       |                       |                       |                       |                       |                       |          |           |           |           |           |           |           |           |           |       |       |       |
|  | 5D                    | Канада                | Канада                | Канада                | Канада                | Канада                | Канада                | Канада                | Канада                | Канада                | Канада    | 0 | 7             |               |               |               |               |               |               |               |               |               |    |           |                       |                       |                       |                       |                       |                       |                       |                       |                       |                       |          |           |           |           |           |           |           |           |           |       |       |       |
|  | 5D                    | Канада                | Канада                | Канада                | Канада                | Канада                | Канада                | Канада                | Канада                |                       |           |   | 7             |               |               |               |               |               |               |               |               |               |    |           |                       |                       |                       |                       |                       |                       |                       |                       |                       |                       |          |           |           |           |           |           |           |           |           |       |       |       |
|  | 12D                   | Китай                 | Китай                 | Китай                 | Китай                 | Китай                 | Китай                 | Китай                 | Китай                 | 2                     |           |   |               |               |               |               |               |               |               |               |               |               |    |           |                       |                       |                       |                       |                       |                       |                       |                       |                       |                       |          |           |           |           |           |           |           |           |           |       |       |       |
|  | 12D                   | Китай                 | Китай                 | Китай                 | Китай                 | Китай                 | Китай                 | Китай                 | Китай                 | 2                     |           |   |               |               |               |               |               |               |               |               |               |               |    |           |                       |                       |                       |                       |                       |                       |                       |                       |                       |                       | 2D       | Финляндия | Финляндия | Финляндия | Финляндия | Финляндия | Финляндия | Финляндия | Финляндия | 2     |       |       |
|  |                       |                       |                       |                       |                       |                       |                       |                       |                       |                       |           |   |               |               |               |               |               |               |               |               |               |               |    |           |                       |                       |                       |                       |                       |                       |                       |                       |                       |                       | 2D       | Финляндия | Финляндия | Финляндия | Финляндия | Финляндия | Финляндия | Финляндия | Финляндия | 2     |       |       |
|  |                       |                       | 3D                    | ОКР                   | ОКР                   | ОКР                   | ОКР                   | ОКР                   | ОКР                   | ОКР                   | ОКР       | 1 |               |               |               |               |               |               |               |               |               |               |    |           |                       |                       |                       |                       |                       |                       |                       |                       |                       |                       |          |           |           |           |           |           |           |           |           |       |       |       |
|  |                       |                       |                       |                       |                       |                       |                       |                       |                       |                       | ОКР       | 1 |               |               |               |               |               |               |               |               |               |               |    |           |                       |                       |                       |                       |                       |                       |                       |                       |                       |                       |          |           |           |           |           |           |           |           |           |       |       |       |
|  |                       |                       |                       |                       |                       |                       |                       |                       |                       |                       |           |   |               |               |               |               |               |               |               |               |               |               |    |           |                       |                       |                       |                       |                       |                       |                       |                       |                       |                       |          |           |           |           |           |           |           |           |           |       |       |       |
|  |                       |                       |                       |                       |                       |                       |                       |                       |                       |                       |           |   |               |               |               |               |               |               |               |               |               |               |    |           |                       |                       |                       |                       |                       |                       |                       |                       |                       |                       |          |           |           |           |           |           |           |           |           |       |       |       |
|  | 2D                    | Финляндия             | Финляндия             | Финляндия             | Финляндия             | Финляндия             | Финляндия             | Финляндия             | Финляндия             | 5                     |           |   |               |               |               |               |               |               |               |               |               |               |    |           |                       |                       |                       |                       |                       |                       |                       |                       |                       |                       |          |           |           |           |           |           |           |           |           |       |       |       |
|  | 2D                    | Финляндия             | Финляндия             | Финляндия             | Финляндия             | Финляндия             | Финляндия             | Финляндия             | Финляндия             | 5                     |           |   |               |               |               |               |               |               |               |               |               |               |    |           |                       |                       |                       |                       |                       |                       |                       |                       |                       |                       |          |           |           |           |           |           |           |           |           |       |       |       |
|  |                       |                       | 10D                   | Швейцария             | Швейцария             | Швейцария             | Швейцария             | Швейцария             | Швейцария             | Швейцария             | Швейцария | 1 |               |               |               |               |               |               |               |               |               |               |    |           |                       |                       |                       |                       |                       |                       |                       |                       |                       |                       |          |           |           |           |           |           |           |           |           |       |       |       |
|  | 7D                    | Чехия                 | Чехия                 | Чехия                 | Чехия                 | Чехия                 | Чехия                 | Чехия                 | Чехия                 | Швейцария             | Швейцария | 1 | 2             |               |               |               |               |               |               |               |               |               |    |           |                       |                       |                       |                       |                       |                       |                       |                       |                       |                       |          |           |           |           |           |           |           |           |           |       |       |       |
|  | 7D                    | Чехия                 | Чехия                 | Чехия                 | Чехия                 | Чехия                 | Чехия                 | Чехия                 | Чехия                 |                       |           |   | 2             |               |               |               |               |               |               |               |               |               |    |           |                       |                       |                       |                       |                       |                       |                       |                       |                       |                       |          |           |           |           |           |           |           |           |           |       |       |       |
|  | 10D                   | Швейцария             | Швейцария             | Швейцария             | Швейцария             | Швейцария             | Швейцария             | Швейцария             | Швейцария             | 4                     |           |   |               |               |               |               |               |               |               |               |               |               |    |           |                       |                       |                       |                       |                       |                       |                       |                       |                       |                       |          |           |           |           |           |           |           |           |           |       |       |       |
|  | 10D                   | Швейцария             | Швейцария             | Швейцария             | Швейцария             | Швейцария             | Швейцария             | Швейцария             | Швейцария             | 4                     |           |   |               |               |               |               |               |               |               |               |               |               | 3D | ОКР       | ОКР                   | ОКР                   | ОКР                   | ОКР                   | ОКР                   | ОКР                   | ОКР                   | 2                     |                       |                       |          |           |           |           |           |           |           |           |           |       |       |       |
|  |                       |                       |                       |                       |                       |                       |                       |                       |                       |                       |           |   |               |               |               |               |               |               |               |               |               |               | 3D | ОКР       | ОКР                   | ОКР                   | ОКР                   | ОКР                   | ОКР                   | ОКР                   | ОКР                   | 2                     |                       |                       |          |           |           |           |           |           |           |           |           |       |       |       |
|  |                       |                       | 4D                    | Швеция                | Швеция                | Швеция                | Швеция                | Швеция                | Швеция                | Швеция                | Швеция    | 1 |               |               |               |               |               |               |               |               |               |               |    |           |                       |                       |                       |                       |                       |                       |                       |                       |                       |                       |          |           |           |           |           |           |           |           |           |       |       |       |
|  |                       |                       | 4D                    | Швеция                | Швеция                | Швеция                | Швеция                | Швеция                | Швеция                | Швеция                | Швеция    | 1 |               |               |               |               |               |               |               |               |               |               |    |           | Матч за 3-е место     |                       |                       |                       |                       |                       |                       |                       |                       |                       |          |           |           |           |           |           |           |           |           |       |       |       |
|  |                       |                       |                       |                       |                       |                       |                       |                       |                       |                       |           |   |               |               |               |               |               |               |               |               |               |               |    |           |                       |                       |                       |                       |                       |                       |                       |                       |                       |                       |          |           |           |           |           |           |           |           |           |       |       |       |
|  |                       |                       |                       |                       |                       |                       |                       |                       |                       |                       |           |   |               |               |               |               |               |               |               |               |               |               |    |           |                       |                       |                       |                       |                       |                       |                       |                       |                       |                       |          |           |           |           |           |           |           |           |           |       |       |       |
|  | 3D                    | ОКР                   | ОКР                   | ОКР                   | ОКР                   | ОКР                   | ОКР                   | ОКР                   | ОКР                   | 3                     |           |   |               |               |               |               |               |               |               |               |               |               |    |           |                       |                       |                       |                       |                       |                       |                       |                       |                       |                       |          |           |           |           |           |           |           |           |           |       |       |       |
|  | 3D                    | ОКР                   | ОКР                   | ОКР                   | ОКР                   | ОКР                   | ОКР                   | ОКР                   | ОКР                   | 3                     |           |   |               |               |               |               |               |               |               |               |               |               |    |           |                       |                       |                       |                       |                       |                       |                       |                       | 4D                    | Швеция                | Швеция   | Швеция    | Швеция    | Швеция    | Швеция    | Швеция    | Швеция    | 0         |           |       |       |       |
|  |                       |                       | 6D                    | Дания                 | Дания                 | Дания                 | Дания                 | Дания                 | Дания                 | Дания                 | Дания     | 1 |               |               |               |               |               |               |               |               |               |               |    |           |                       |                       |                       |                       |                       |                       |                       |                       | 4D                    | Швеция                | Швеция   | Швеция    | Швеция    | Швеция    | Швеция    | Швеция    | Швеция    | 0         |           |       |       |       |
|  | 6D                    | Дания                 | Дания                 | Дания                 | Дания                 | Дания                 | Дания                 | Дания                 | Дания                 | Дания                 | Дания     | 1 | 3             |               |               |               |               |               |               |               |               |               |    |           |                       |                       |                       | 8D                    | Словакия              | Словакия              | Словакия              | Словакия              | Словакия              | Словакия              | Словакия | Словакия  | 4         |           |           |           |           |           |           |       |       |       |
|  | 6D                    | Дания                 | Дания                 | Дания                 | Дания                 | Дания                 | Дания                 | Дания                 | Дания                 |                       |           |   | 3             |               |               |               |               |               |               |               |               |               |    |           |                       |                       |                       | 8D                    | Словакия              | Словакия              | Словакия              | Словакия              | Словакия              | Словакия              | Словакия | Словакия  | 4         |           |           |           |           |           |           |       |       |       |
|  | 11D                   | Латвия                | Латвия                | Латвия                | Латвия                | Латвия                | Латвия                | Латвия                | Латвия                | 2                     |           |   |               |               |               |               |               |               |               |               |               |               |    |           |                       |                       |                       |                       |                       |                       |                       |                       |                       |                       |          |           |           |           |           |           |           |           |           |       |       |       |

### Квалификация плей-офф
| 15 февраля 2022 12:10 | Словакия | 4:0 (1:0, 2:0, 1:0) | Германия | Государственный дворец спорта Пекина Зрителей: 926 |

| Отчёт | Отчёт                      | Отчёт   | Отчёт                                        | Отчёт                                                                          |
| --- | -------------------------- | ------- | -------------------------------------------- | ------------------------------------------------------------------------------ |
| |                            |         |                                              |                                                                                |
| | Патрик Рыбар — 00:00-60:00 | Вратари | 00:00-56:26 — Матиас Нидербергер 57:56-60:00 | Судьи: Тобиас Бьорк Микаэль Норд Линейные судьи: Глеб Лазарев Лаури Никулайнен |
| | Голы:                      |         |                                              | Судьи: Тобиас Бьорк Микаэль Норд Линейные судьи: Глеб Лазарев Лаури Никулайнен |
| Либор Гудачек — 11:05 (К. Поспишил, М. Гернат) Петер Цегларик — 27:01 (М. Гернат, М. Гривик) Михал Криштоф — 28:45 (С. Княжко, П. Цегларик) Марек Гривик (п.в.) — 57:56 (П. Цегларик, С. Такач) | 1 : 0 2 : 0 3 : 0 4 : 0    |         |                                              | Судьи: Тобиас Бьорк Микаэль Норд Линейные судьи: Глеб Лазарев Лаури Никулайнен |
| |                            |         |                                              | Судьи: Тобиас Бьорк Микаэль Норд Линейные судьи: Глеб Лазарев Лаури Никулайнен |
| |                            |         |                                              | Судьи: Тобиас Бьорк Микаэль Норд Линейные судьи: Глеб Лазарев Лаури Никулайнен |
| |                            |         |                                              | Судьи: Тобиас Бьорк Микаэль Норд Линейные судьи: Глеб Лазарев Лаури Никулайнен |
| 8 мин | Штраф                      | 33 мин  |                                              | Судьи: Тобиас Бьорк Микаэль Норд Линейные судьи: Глеб Лазарев Лаури Никулайнен |
| |                            |         |                                              |                                                                                |
| | 34                         | Броски  | 21                                           |                                                                                |

| 15 февраля 2022 12:10 | Дания | 3:2 (1:1, 1:1, 1:0) | Латвия | Укэсон-арена Зрителей: 726 |

| Отчёт | Отчёт                       | Отчёт | Отчёт                                                                 | Отчёт                                                                             |
| --- | --------------------------- | --- | --------------------------------------------------------------------- | --------------------------------------------------------------------------------- |
| |                             | |                                                                       |                                                                                   |
| | Себастьян Дам — 00:00-60:00 | Вратари | 00:00-07:47 — Янис Калныньш 07:47-59:02 — Иварс Пунненовс 59:28-59:54 | Судьи: Эндрю Бруггеман Андре Шрадер Линейные судьи: Дастин Маккранк Дмитрий Шишло |
| | Голы:                       | |                                                                       | Судьи: Эндрю Бруггеман Андре Шрадер Линейные судьи: Дастин Маккранк Дмитрий Шишло |
| Мортен Поульсен — 12:02 (Ю. Якобсен, М. Лассен) Юлиан Якобсен — 36:57 (Н. Майер) Маркус Лауридсен (бол.) — 41:45 (М. Бёдкер, Ф. Нильсен) | 1 : 0 1 : 1 : 2 : 2 3 : 2   | 16:23 — Лаурис Дарзиньш (Р. Крастенбергс, О. Цибульскис) 22:33 — Лаурис Дарзиньш (бол.) (У. Балинскис, Р. Крастенбергс) |                                                                       | Судьи: Эндрю Бруггеман Андре Шрадер Линейные судьи: Дастин Маккранк Дмитрий Шишло |
| |                             | |                                                                       | Судьи: Эндрю Бруггеман Андре Шрадер Линейные судьи: Дастин Маккранк Дмитрий Шишло |
| |                             | |                                                                       | Судьи: Эндрю Бруггеман Андре Шрадер Линейные судьи: Дастин Маккранк Дмитрий Шишло |
| |                             | |                                                                       | Судьи: Эндрю Бруггеман Андре Шрадер Линейные судьи: Дастин Маккранк Дмитрий Шишло |
| 8 мин | Штраф                       | 8 мин |                                                                       | Судьи: Эндрю Бруггеман Андре Шрадер Линейные судьи: Дастин Маккранк Дмитрий Шишло |
| |                             | |                                                                       |                                                                                   |
| | 31                          | Броски | 27                                                                    |                                                                                   |

| 15 февраля 2022 16:40 | Чехия | 2:4 (1:2, 0:1, 1:1) | Швейцария | Государственный дворец спорта Пекина Зрителей: 990 |

| Отчёт                                                                                          | Отчёт                                              | Отчёт | Отчёт                          | Отчёт                                                                                  |
| ---------------------------------------------------------------------------------------------- | -------------------------------------------------- | --- | ------------------------------ | -------------------------------------------------------------------------------------- |
|                                                                                                |                                                    | |                                |                                                                                        |
|                                                                                                | Шимон Грубец — 00:00-55:38 55:41-55:55 55:59-56:49 | Вратари | 00:00-60:00 — Леонардо Дженони | Судьи: Роман Гофман Микко Каукокари Линейные судьи: Людвиг Лундгрен Андреас Мальмквист |
|                                                                                                | Голы:                                              | |                                | Судьи: Роман Гофман Микко Каукокари Линейные судьи: Людвиг Лундгрен Андреас Мальмквист |
| Лукаш Клок — 10:08 (Р. Кнот, Р. Червенка) Роман Червенка (бол.) — 55:59 (Д. Крейчи, Я. Коварж) | 1 : 0 1 : 1 : 2 1 : 3 1 : 4 2 : 4                  | 14:59 — Андрес Амбюль (бол.) (К. Тюркоф, Э. Корви) 15:12 — Киллиан Мотте (Д. Холленштайн, Р. Диас) 29:53 — Денис Мальгин (бол.) (С. Алатало, С. Андригетто) 54:57 — Рафаэль Диас (С. Андригетто, Ф. Герцог) |                                | Судьи: Роман Гофман Микко Каукокари Линейные судьи: Людвиг Лундгрен Андреас Мальмквист |
|                                                                                                |                                                    | |                                | Судьи: Роман Гофман Микко Каукокари Линейные судьи: Людвиг Лундгрен Андреас Мальмквист |
|                                                                                                |                                                    | |                                | Судьи: Роман Гофман Микко Каукокари Линейные судьи: Людвиг Лундгрен Андреас Мальмквист |
|                                                                                                |                                                    | |                                | Судьи: Роман Гофман Микко Каукокари Линейные судьи: Людвиг Лундгрен Андреас Мальмквист |
| 6 мин                                                                                          | Штраф                                              | 4 мин |                                | Судьи: Роман Гофман Микко Каукокари Линейные судьи: Людвиг Лундгрен Андреас Мальмквист |
|                                                                                                |                                                    | |                                |                                                                                        |
|                                                                                                | 33                                                 | Броски | 18                             |                                                                                        |

| 15 февраля 2022 21:10 | Канада | 7:2 (2:1, 3:1, 2:0) | Китай | Государственный дворец спорта Пекина Зрителей: 994 |

| Отчёт | Отчёт                                                 | Отчёт                                                                          | Отчёт                                                   | Отчёт                                                                               |
| --- | ----------------------------------------------------- | ------------------------------------------------------------------------------ | ------------------------------------------------------- | ----------------------------------------------------------------------------------- |
| |                                                       |                                                                                |                                                         |                                                                                     |
| | Мэтт Томкинс — 00:00-60:00                            | Вратари                                                                        | 00:00-20:00 — Джереми Смит 20:00-60:00 — Пэрис О’Брайан | Судьи: Михаэль Черриг Кристиан Викман Линейные судьи: Дэвид Обвегезер Иржи Ондрачек |
| | Голы:                                                 |                                                                                |                                                         | Судьи: Михаэль Черриг Кристиан Викман Линейные судьи: Дэвид Обвегезер Иржи Ондрачек |
| Джордан Уил (бол.) — 06:57 (А. Тамбеллини, М. Норо) Джордан Уил (бол.) — 09:55 (Э. Стаал, А. Тамбеллини) Адам Тамбеллини (бол.) — 26:36 (М. Норо, Дж. Уил) Адам Тамбеллини (бул.) — 28:39 Эрик О’Делл — 32:05 (Дж. Демерс, К. Джонсон) Эрик Стаал — 55:55 (М. Мактавиш, Дж. Макбэйн) Джек Макбэйн (бол.) — 58:19 (М. Норо, А. Тамбеллини) | 1 : 0 2 : 0 2 : 1 3 : 1 4 : 1 5 : 1 5 : 2 6 : 2 7 : 2 | 15:32 — Кори Кейн (И. Уэрек) 38:59 — Кори Кейн (бол.) (Л. Локхард, Дж. Челиос) |                                                         | Судьи: Михаэль Черриг Кристиан Викман Линейные судьи: Дэвид Обвегезер Иржи Ондрачек |
| |                                                       |                                                                                |                                                         | Судьи: Михаэль Черриг Кристиан Викман Линейные судьи: Дэвид Обвегезер Иржи Ондрачек |
| |                                                       |                                                                                |                                                         | Судьи: Михаэль Черриг Кристиан Викман Линейные судьи: Дэвид Обвегезер Иржи Ондрачек |
| |                                                       |                                                                                |                                                         | Судьи: Михаэль Черриг Кристиан Викман Линейные судьи: Дэвид Обвегезер Иржи Ондрачек |
| 15 мин | Штраф                                                 | 18 мин                                                                         |                                                         | Судьи: Михаэль Черриг Кристиан Викман Линейные судьи: Дэвид Обвегезер Иржи Ондрачек |
| |                                                       |                                                                                |                                                         |                                                                                     |
| | 45                                                    | Броски                                                                         | 29                                                      |                                                                                     |

### Четвертьфинал
| 16 февраля 2022 12:10 | США | 2:3 (Б) (1:1, 1:0, 0:1, 0:0, 0:1) | Словакия | Государственный дворец спорта Пекина Зрителей: 1059 |

| Отчёт                                                                                   | Отчёт                     | Отчёт | Отчёт                                  | Отчёт                                                                           |
| --------------------------------------------------------------------------------------- | ------------------------- | --- | -------------------------------------- | ------------------------------------------------------------------------------- |
|                                                                                         |                           | |                                        |                                                                                 |
|                                                                                         | Штраус Манн — 00:00-70:00 | Вратари | 00:00-58:27 — Патрик Рыбар 59:16-70:00 | Судьи: Тобиас Бьорк Роман Гофман Линейные судьи: Дастин Маккранк Никита Шалагин |
|                                                                                         | Голы:                     | |                                        | Судьи: Тобиас Бьорк Роман Гофман Линейные судьи: Дастин Маккранк Никита Шалагин |
| Ник Абруццезе — 19:14 (М. Бенирс, С. Кэмпфер) Сэм Хентгес — 28:56 (Н. Пебрикс, Н. Смит) | 0 : 1 : 1 2 : 1 2 : 2 : 3 | 11:45 — Юрай Слафковский (П. Цегларик, П. Регенда) 59:16 — Марек Гривик (М. Чайковский, Л. Гудачек) 70:00 — Петер Цегларик (поб. бул.) |                                        | Судьи: Тобиас Бьорк Роман Гофман Линейные судьи: Дастин Маккранк Никита Шалагин |
|                                                                                         |                           | |                                        | Судьи: Тобиас Бьорк Роман Гофман Линейные судьи: Дастин Маккранк Никита Шалагин |
|                                                                                         |                           | |                                        | Судьи: Тобиас Бьорк Роман Гофман Линейные судьи: Дастин Маккранк Никита Шалагин |
|                                                                                         |                           | |                                        | Судьи: Тобиас Бьорк Роман Гофман Линейные судьи: Дастин Маккранк Никита Шалагин |
| 2 мин                                                                                   | Штраф                     | 10 мин |                                        | Судьи: Тобиас Бьорк Роман Гофман Линейные судьи: Дастин Маккранк Никита Шалагин |
|                                                                                         |                           | |                                        |                                                                                 |
|                                                                                         | 35                        | Броски | 37                                     |                                                                                 |

| 16 февраля 2022 14:00 | ОКР | 3:1 (1:0, 1:1, 1:0) | Дания | Укэсон-арена Зрителей: 727 |

| Отчёт | Отчёт                      | Отчёт                                                      | Отчёт                                   | Отчёт                                                                               |
| --- | -------------------------- | ---------------------------------------------------------- | --------------------------------------- | ----------------------------------------------------------------------------------- |
| |                            |                                                            |                                         |                                                                                     |
| | Иван Федотов — 00:00-60:00 | Вратари                                                    | 00:00-58:05 — Себастьян Дам 59:13-59:18 | Судьи: Майкл Кэмпбелл Мартин Франо Линейные судьи: Андреас Мальмквист Иржи Ондрачек |
| | Голы:                      |                                                            |                                         | Судьи: Майкл Кэмпбелл Мартин Франо Линейные судьи: Андреас Мальмквист Иржи Ондрачек |
| Вадим Шипачёв — 13:01 (Н. Гусев, Е. Яковлев) Никита Нестеров — 34:36 (Н. Гусев, А. Грицюк) Вячеслав Войнов (бол.) — 55:45 (В. Шипачёв, А. Грицюк) | 1 : 0 1 : 1 2 : 1 3 : 1    | 22:57 — Франс Нильсен (бол.) (М. Бау Хансен, М. Лауридсен) |                                         | Судьи: Майкл Кэмпбелл Мартин Франо Линейные судьи: Андреас Мальмквист Иржи Ондрачек |
| |                            |                                                            |                                         | Судьи: Майкл Кэмпбелл Мартин Франо Линейные судьи: Андреас Мальмквист Иржи Ондрачек |
| |                            |                                                            |                                         | Судьи: Майкл Кэмпбелл Мартин Франо Линейные судьи: Андреас Мальмквист Иржи Ондрачек |
| |                            |                                                            |                                         | Судьи: Майкл Кэмпбелл Мартин Франо Линейные судьи: Андреас Мальмквист Иржи Ондрачек |
| 4 мин | Штраф                      | 6 мин                                                      |                                         | Судьи: Майкл Кэмпбелл Мартин Франо Линейные судьи: Андреас Мальмквист Иржи Ондрачек |
| |                            |                                                            |                                         |                                                                                     |
| | 40                         | Броски                                                     | 18                                      |                                                                                     |

| 16 февраля 2022 16:40 | Финляндия | 5:1 (2:0, 1:1, 2:0) | Швейцария | Государственный дворец спорта Пекина Зрителей: 948 |

| Отчёт | Отчёт                               | Отчёт                                            | Отчёт                                                                           | Отчёт                                                                        |
| --- | ----------------------------------- | ------------------------------------------------ | ------------------------------------------------------------------------------- | ---------------------------------------------------------------------------- |
| |                                     |                                                  |                                                                                 |                                                                              |
| | Харри Сятери — 00:00-60:00          | Вратари                                          | 00:00-23:36 — Рето Берра 23:36-54:46 — Леонардо Дженони 55:28-55:50 56:47-60:00 | Судьи: Андрис Ансонс Оливье Гуэн Линейные судьи: Даниэль Гынек Брайан Оливер |
| | Голы:                               |                                                  |                                                                                 | Судьи: Андрис Ансонс Оливье Гуэн Линейные судьи: Даниэль Гынек Брайан Оливер |
| Миро Аалтонен — 08:37 (Н. Фриман, Й. Няттинен) Микко Лехтонен — 10:45 (Ю. Хиетанен, С. Маннинен) Марко Анттила — 23:08 (Х. Бьёрнинен) Ииро Пакаринен (п.в.) — 55:28 (В. Филппула, Х. Песонен) Теему Хартикайнен (п.в.) — 56:47 | 1 : 0 2 : 0 3 : 0 3 : 1 4 : 1 5 : 1 | 37:49 — Андрес Амбюль (бол.) (Э. Корви, Г. Хаас) |                                                                                 | Судьи: Андрис Ансонс Оливье Гуэн Линейные судьи: Даниэль Гынек Брайан Оливер |
| |                                     |                                                  |                                                                                 | Судьи: Андрис Ансонс Оливье Гуэн Линейные судьи: Даниэль Гынек Брайан Оливер |
| |                                     |                                                  |                                                                                 | Судьи: Андрис Ансонс Оливье Гуэн Линейные судьи: Даниэль Гынек Брайан Оливер |
| |                                     |                                                  |                                                                                 | Судьи: Андрис Ансонс Оливье Гуэн Линейные судьи: Даниэль Гынек Брайан Оливер |
| 4 мин | Штраф                               | 4 мин                                            |                                                                                 | Судьи: Андрис Ансонс Оливье Гуэн Линейные судьи: Даниэль Гынек Брайан Оливер |
| |                                     |                                                  |                                                                                 |                                                                              |
| | 23                                  | Броски                                           | 34                                                                              |                                                                              |

| 16 февраля 2022 21:30 | Швеция | 2:0 (0:0, 0:0, 2:0) | Канада | Государственный дворец спорта Пекина Зрителей: 950 |

| Отчёт                                                            | Отчёт                       | Отчёт   | Отчёт                                  | Отчёт                                                                              |
| ---------------------------------------------------------------- | --------------------------- | ------- | -------------------------------------- | ---------------------------------------------------------------------------------- |
|                                                                  |                             |         |                                        |                                                                                    |
|                                                                  | Ларс Юханссон — 00:00-60:00 | Вратари | 00:00-57:51 — Мэтт Томкинс 58:10-58:25 | Судьи: Эндрю Бруггеман Евгений Ромасько Линейные судьи: Уильям Хэнкок Глеб Лазарев |
|                                                                  | Голы:                       |         |                                        | Судьи: Эндрю Бруггеман Евгений Ромасько Линейные судьи: Уильям Хэнкок Глеб Лазарев |
| Лукас Вальмарк — 50:15 Антон Ландер (п.в.) — 58:10 (П. Холмберг) | 1 : 0 2 : 0                 |         |                                        | Судьи: Эндрю Бруггеман Евгений Ромасько Линейные судьи: Уильям Хэнкок Глеб Лазарев |
|                                                                  |                             |         |                                        | Судьи: Эндрю Бруггеман Евгений Ромасько Линейные судьи: Уильям Хэнкок Глеб Лазарев |
|                                                                  |                             |         |                                        | Судьи: Эндрю Бруггеман Евгений Ромасько Линейные судьи: Уильям Хэнкок Глеб Лазарев |
|                                                                  |                             |         |                                        | Судьи: Эндрю Бруггеман Евгений Ромасько Линейные судьи: Уильям Хэнкок Глеб Лазарев |
| 6 мин                                                            | Штраф                       | 6 мин   |                                        | Судьи: Эндрю Бруггеман Евгений Ромасько Линейные судьи: Уильям Хэнкок Глеб Лазарев |
|                                                                  |                             |         |                                        |                                                                                    |
|                                                                  | 26                          | Броски  | 22                                     |                                                                                    |

### Полуфинал
| 18 февраля 2022 12:10 | Финляндия | 2:0 (1:0, 0:0, 1:0) | Словакия | Государственный дворец спорта Пекина Зрителей: 1071 |

| Отчёт | Отчёт                      | Отчёт   | Отчёт                                  | Отчёт                                                                             |
| --- | -------------------------- | ------- | -------------------------------------- | --------------------------------------------------------------------------------- |
| |                            |         |                                        |                                                                                   |
| | Харри Сятери — 00:00-60:00 | Вратари | 00:00-58:22 — Патрик Рыбар 59:21-60:00 | Судьи: Тобиас Бьорк Евгений Ромасько Линейные судьи: Глеб Лазарев Дастин Маккранк |
| | Голы:                      |         |                                        | Судьи: Тобиас Бьорк Евгений Ромасько Линейные судьи: Глеб Лазарев Дастин Маккранк |
| Сакари Маннинен — 15:58 (П. Линдбум, С. Ватанен) Харри Песонен (п.в.) — 59:21 (Т. Хартикайнен, В. Покка) | 1 : 0 2 : 0                |         |                                        | Судьи: Тобиас Бьорк Евгений Ромасько Линейные судьи: Глеб Лазарев Дастин Маккранк |
| |                            |         |                                        | Судьи: Тобиас Бьорк Евгений Ромасько Линейные судьи: Глеб Лазарев Дастин Маккранк |
| |                            |         |                                        | Судьи: Тобиас Бьорк Евгений Ромасько Линейные судьи: Глеб Лазарев Дастин Маккранк |
| |                            |         |                                        | Судьи: Тобиас Бьорк Евгений Ромасько Линейные судьи: Глеб Лазарев Дастин Маккранк |
| 0 мин | Штраф                      | 6 мин   |                                        | Судьи: Тобиас Бьорк Евгений Ромасько Линейные судьи: Глеб Лазарев Дастин Маккранк |
| |                            |         |                                        |                                                                                   |
| | 27                         | Броски  | 28                                     |                                                                                   |

| 18 февраля 2022 21:10 | ОКР | 2:1 (Б) (0:0, 1:0, 0:1, 0:0, 1:0) | Швеция | Государственный дворец спорта Пекина Зрителей: 1161 |

| Отчёт                                                                                | Отчёт                      | Отчёт                                         | Отчёт                       | Отчёт                                                                          |
| ------------------------------------------------------------------------------------ | -------------------------- | --------------------------------------------- | --------------------------- | ------------------------------------------------------------------------------ |
|                                                                                      |                            |                                               |                             |                                                                                |
|                                                                                      | Иван Федотов — 00:00-70:00 | Вратари                                       | 00:00-70:00 — Ларс Юханссон | Судьи: Эндрю Брюггеман Оливер Гуэн Линейные судьи: Даниэль Гынек Иржи Ондрачек |
|                                                                                      | Голы:                      |                                               |                             | Судьи: Эндрю Брюггеман Оливер Гуэн Линейные судьи: Даниэль Гынек Иржи Ондрачек |
| Антон Слепышев — 20:15 (П. Карнаухов, Е. Яковлев) Арсений Грицюк (поб. бул.) — 70:00 | 1 : 0 1 : 1 2 : 1          | 46:22 — Антон Ландер (Х. Тёммернес, Ю. Пудас) |                             | Судьи: Эндрю Брюггеман Оливер Гуэн Линейные судьи: Даниэль Гынек Иржи Ондрачек |
|                                                                                      |                            |                                               |                             | Судьи: Эндрю Брюггеман Оливер Гуэн Линейные судьи: Даниэль Гынек Иржи Ондрачек |
|                                                                                      |                            |                                               |                             | Судьи: Эндрю Брюггеман Оливер Гуэн Линейные судьи: Даниэль Гынек Иржи Ондрачек |
|                                                                                      |                            |                                               |                             | Судьи: Эндрю Брюггеман Оливер Гуэн Линейные судьи: Даниэль Гынек Иржи Ондрачек |
| 4 мин                                                                                | Штраф                      | 4 мин                                         |                             | Судьи: Эндрю Брюггеман Оливер Гуэн Линейные судьи: Даниэль Гынек Иржи Ондрачек |
|                                                                                      |                            |                                               |                             |                                                                                |
|                                                                                      | 40                         | Броски                                        | 35                          |                                                                                |

### Матч за 3-е место
| 19 февраля 2022 21:10 | Швеция | 0:4 (0:0, 0:2, 0:2) | Словакия | Государственный дворец спорта Пекина Зрителей: 1229 |

| Отчёт | Отчёт                                               | Отчёт | Отчёт                      | Отчёт                                                                           |
| ----- | --------------------------------------------------- | --- | -------------------------- | ------------------------------------------------------------------------------- |
|       |                                                     | |                            |                                                                                 |
|       | Ларс Юханссон — 00:00-58:10 58:26-58:40 58:46-60:00 | Вратари | 00:00-60:00 — Патрик Рыбар | Судьи: Оливье Гуэн Евгений Ромасько Линейные судьи: Глеб Лазарев Никита Шалагин |
|       | Голы:                                               | |                            | Судьи: Оливье Гуэн Евгений Ромасько Линейные судьи: Глеб Лазарев Никита Шалагин |
|       | 0 : 1 0 : 2 0 : 3 0 : 4                             | 23:17 — Юрай Слафковский (П. Черешняк) 32:47 — Самуэль Такач (бол.) (П. Регенда) 58:26 — Юрай Слафковский (п.в.) (П. Цегларик) 58:46 — Павол Регенда (п.в.) |                            | Судьи: Оливье Гуэн Евгений Ромасько Линейные судьи: Глеб Лазарев Никита Шалагин |
|       |                                                     | |                            | Судьи: Оливье Гуэн Евгений Ромасько Линейные судьи: Глеб Лазарев Никита Шалагин |
|       |                                                     | |                            | Судьи: Оливье Гуэн Евгений Ромасько Линейные судьи: Глеб Лазарев Никита Шалагин |
|       |                                                     | |                            | Судьи: Оливье Гуэн Евгений Ромасько Линейные судьи: Глеб Лазарев Никита Шалагин |
| 6 мин | Штраф                                               | 4 мин |                            | Судьи: Оливье Гуэн Евгений Ромасько Линейные судьи: Глеб Лазарев Никита Шалагин |
|       |                                                     | |                            |                                                                                 |
|       | 28                                                  | Броски | 43                         |                                                                                 |

### Финал
| 20 февраля 2022 12:10 | Финляндия | 2:1 (0:1, 1:0, 1:0) | ОКР | Государственный дворец спорта Пекина Зрителей: 1288 |

| Отчёт                                                                                            | Отчёт                      | Отчёт                                                    | Отчёт                      | Отчёт                                                                             |
| ------------------------------------------------------------------------------------------------ | -------------------------- | -------------------------------------------------------- | -------------------------- | --------------------------------------------------------------------------------- |
|                                                                                                  |                            |                                                          |                            |                                                                                   |
|                                                                                                  | Харри Сятери — 00:00-60:00 | Вратари                                                  | 00:00-59:05 — Иван Федотов | Судьи: Тобиас Бьорк Эндрю Бруггеман Линейные судьи: Уильям Хэнкок Дастин Маккранк |
|                                                                                                  | Голы:                      |                                                          |                            | Судьи: Тобиас Бьорк Эндрю Бруггеман Линейные судьи: Уильям Хэнкок Дастин Маккранк |
| Вилле Покка — 23:28 (Х. Бьёрнинен, А. Охтамаа) Ханнес Бьорнинен — 40:31 (М. Анттила, А. Охтамаа) | 0 : 1 : 1 2 : 1            | 07:17 — Михаил Григоренко (бол.) (Н. Нестеров, Н. Гусев) |                            | Судьи: Тобиас Бьорк Эндрю Бруггеман Линейные судьи: Уильям Хэнкок Дастин Маккранк |
|                                                                                                  |                            |                                                          |                            | Судьи: Тобиас Бьорк Эндрю Бруггеман Линейные судьи: Уильям Хэнкок Дастин Маккранк |
|                                                                                                  |                            |                                                          |                            | Судьи: Тобиас Бьорк Эндрю Бруггеман Линейные судьи: Уильям Хэнкок Дастин Маккранк |
|                                                                                                  |                            |                                                          |                            | Судьи: Тобиас Бьорк Эндрю Бруггеман Линейные судьи: Уильям Хэнкок Дастин Маккранк |
| 2 мин                                                                                            | Штраф                      | 6 мин                                                    |                            | Судьи: Тобиас Бьорк Эндрю Бруггеман Линейные судьи: Уильям Хэнкок Дастин Маккранк |
|                                                                                                  |                            |                                                          |                            |                                                                                   |
|                                                                                                  | 31                         | Броски                                                   | 17                         |                                                                                   |

## Статистика турнира

### Итоговое положение команд
| М   | Сборная   |
| --- | --------- |
| 1   | Финляндия |
| 2   | ОКР       |
| 3   | Словакия  |
| 4.  | Швеция    |
| 5.  | США       |
| 6.  | Канада    |
| 7.  | Дания     |
| 8.  | Швейцария |
| 9.  | Чехия     |
| 10. | Германия  |
| 11. | Латвия    |
| 12. | Китай     |

| Олимпийский чемпион 2022 |
| Финляндия Первый титул   |

### Лучшие бомбардиры
| Игрок             | И | Г | П | О | +/− | Штр |
| ----------------- | - | - | - | - | --- | --- |
| Юрай Слафковский  | 7 | 7 | 0 | 7 | +5  | 0   |
| Сакари Маннинен   | 6 | 4 | 3 | 7 | +7  | 0   |
| Адам Тамбеллини   | 5 | 3 | 4 | 7 | -1  | 0   |
| Теему Хартикайнен | 6 | 2 | 5 | 7 | +8  | 0   |
| Шон Фаррелл       | 4 | 3 | 3 | 6 | +4  | 0   |
| Никита Гусев      | 6 | 0 | 6 | 6 | +3  | 2   |
| Лукас Вальмарк    | 6 | 5 | 0 | 5 | -1  | 10  |
| Антон Ландер      | 6 | 4 | 1 | 5 | +2  | 4   |
| Джордан Уил       | 5 | 3 | 2 | 5 | 0   | 6   |
| Роман Червенка    | 4 | 2 | 3 | 5 | -1  | 0   |

Примечание: И = Количество проведённых игр; Г = Голы; П = Голевые передачи; О = Очки; +/− = Плюс-минус; Штр = Штрафное время
Источник: IIHF.com

### Лучшие вратари
В список включены пять лучших вратарей, сыгравших не менее 40 % от всего игрового времени своей сборной.
| М | Игрок            | В      | ПШ | КН   | Бр  | %ОБ   | И"0" |
| - | ---------------- | ------ | -- | ---- | --- | ----- | ---- |
| 1 | Патрик Рыбар     | 347:07 | 5  | 0.86 | 146 | 96.58 | 2    |
| 2 | Дрю Коммессо     | 120:00 | 2  | 1.00 | 55  | 96.36 | 1    |
| 3 | Мэтт Томкинс     | 178:06 | 3  | 1.01 | 80  | 96.25 | 1    |
| 4 | Харри Сятери     | 300:00 | 5  | 1.00 | 132 | 96.21 | 1    |
| 5 | Леонардо Дженони | 159:45 | 3  | 1.13 | 77  | 96.10 | 0    |

Примечание: М — Место в рейтинге; В = Количество сыгранных минут; ПШ = Пропущено шайб; КН = Коэффициент надёжности; Бр = Броски; %ОБ = Процент отражённых бросков; И"0" = «Сухие игры»
Источник: IIHF.com

### Индивидуальные награды
| Самый ценный игрок (MVP): Юрай Слафковский Символическая сборная: \| Вратарь \| Патрик Рыбар \| \| Защитник \| Микко Лехтонен \| \| Защитник \| Егор Яковлев \| \| Нападающий \| Юрай Слафковский \| \| Нападающий \| Сакари Маннинен \| \| Нападающий \| Лукас Вальмарк \| |                  |
| Вратарь | Патрик Рыбар     |
| Защитник | Микко Лехтонен   |
| Защитник | Егор Яковлев     |
| Нападающий | Юрай Слафковский |
| Нападающий | Сакари Маннинен  |
| Нападающий | Лукас Вальмарк   |